# Адвани, Панкадж
Панкадж Адвани (англ. Pankaj Advani; синдхи पंकज आडवाणी, род. 24 июля 1985 года) — индийский профессиональный игрок в английский бильярд и снукер. Считается самым успешным индийским бильярдистом после Гита Сетхи.

## Карьера
Начал играть в 10 лет. Впервые выступил на международных соревнованиях в 2002 году (он стал финалистом чемпионата Азии по английскому бильярду). В 2003 году Панкадж выиграл любительский чемпионат мира по снукеру, победив в финале пакистанца Салеха Мохаммеда со счётом 11:6.
2005 год пока остаётся самым успешным в карьере индийца: тогда он выиграл чемпионат Азии по снукеру и два чемпионата мира по английскому бильярду (в категориях на время и количество очков). Панкадж стал первым индийцем, выигравшим 5 крупных турниров в году: чемпионат Азии, два чемпионата мира по бильярду, юниорский и «взрослый» чемпионаты Индии. Также он установил другой рекорд: никто ещё не выигрывал в один год два мировых первенства по английскому бильярду.
Помимо этих достижений, Панкадж Адвани побеждал на многих других турнирах (в частности, он завоевал золотую медаль на Азиатских играх 2006 года в мужском одиночном разряде по английскому бильярду, выиграл чемпионаты мира IBSF по этой же игре в 2007 и 2008 годах). А в 2009 году он стал всего вторым представителем Индии, победившим на профессиональном чемпионате мира по английскому бильярду — в финале турнира он обыграл Майка Рассела со счётом 2030:1253.
В сезоне 2012/2013 дебютирует в мэйн-туре, серии главных снукерных турниров среди профессионалов. На четвёртом рейтинговом турнире сезона International Championship, основная стадия которого должна была пройти в китайском городе Чэнду, Адвани побеждает в квалификации таких опытных снукеристов как Стив Дэвис, Алан Макманус и Майкл Холт, но отказывается от поездки в Китай, чтобы принять участие в чемпионате мира по английскому бильярду, где он во второй раз побеждает в финале Майка Рассела.
За свои спортивные заслуги (преимущественно в английском бильярде) Адвани был награждён многими премиями, в числе которых высшая спортивная премия Индии «Раджив Ганди Кхел Ратна» и третья по высоте гражданская государственная награда Падма Бхушан.